# Skate It
Skate It es un videojuego de skateboarding para Nintendo DS, Wii y iOS. En su versión para Wii permite el uso de la Wii Balance Board para una mayor sensación de realismo. El juego, desarrollado por Electronic Arts, fue lanzado al mercado en Norteamérica, Europa y Australia durante el mes de noviembre de 2008.
Skate It es una spin-off del videojuego de 2007 skate.

## Curiosidades
- Es el primer juego de Electronic Arts de skateboarding en Wii.
- Es el primer juego de skate que utiliza la Wii Balance Board.
- La canción de inicio es una versión de Suicidal Tendencies llamada "Possessed 2 Skate" o "Go Skate!"